# NGC 7362
NGC 7362 é uma galáxia elíptica (E) localizada na direcção da constelação de Pegasus. Possui uma declinação de +08° 42' 21" e uma ascensão recta de 22 horas, 43 minutos e 49,2 segundos.
A galáxia NGC 7362 foi descoberta em 2 de Setembro de 1886 por Lewis A. Swift.